# Borneo Północne
Borneo Północne – dawny brytyjski protektorat w Azji Południowo-Wschodniej.
Terytorium Północnego Borneo było pierwotnie częścią sułtanatu Brunei. W 1865 roku amerykański konsul w Brunei odkupił je od sułtana na okres 10 lat. Stany Zjednoczone nie potrzebowały jednak azjatyckiej kolonii, więc odsprzedały ją brytyjskiej kolonii w Hongkongu. Brytyjczycy założyli osadę u ujścia rzeki Kimanis. Próba kolonizacji nie powiodła się jednak i w 1866 osada przestała istnieć.
W styczniu 1875 Brytyjczycy odsprzedali na 10 lat prawa do Borneo Północnego konsulowi Austro-Węgier, jednak również ten kraj nie był zainteresowany tym nabytkiem. Po nieudanej próbie odsprzedania terytorium Włochom, prawa do Borneo Północnego przejął Brytyjczyk Alfred Dent. W maju 1882 Dent założył Brytyjską Kompanię Północnego Borneo, która w imieniu korony brytyjskiej przejęła kontrolę nad tym terytorium, z zadaniem zorganizowania akcji kolonizacyjnej. Kompania stopniowo odkupywała od sułtana Brunei kolejne ziemie i przeprowadzała gwałtowną industrializację kolonii. W 1888 roku Borneo Północne zostało przekształcone w brytyjski protektorat.
Od stycznia 1942 do czerwca 1945 Borneo Północne znajdowało się pod okupacją japońską, w czasie której infrastruktura kraju została kompletnie zniszczona.
Po zakończeniu II wojny światowej Brytyjska Kompania Północnego Borneo nie była w stanie odbudować kraju ze zniszczeń wojennych, wobec czego 15 lipca 1946 roku protektorat został zniesiony, zaś kraj stał się brytyjską kolonią.
31 sierpnia 1963 roku, po wycofaniu się Brytyjczyków, Borneo Północne uzyskało niepodległość. Kilka tygodni później, 16 września, kraj zawarł unię z Malezją, na mocy której stał się jej częścią jako stan Sabah.